# Tommaso Nencini
Tommaso Nencini (Firenze, 10 settembre 2000) è un ciclista su strada e pistard italiano che corre per il team Solution Tech Vini Fantini.

## Palmarès

### Strada
- 2017 (Juniores)[1]

Piccolo Giro del Goceano 2
- 2018 (Juniores)[2]

Trofeo Lombardi e Saielli
Cronoscalata Firenze-Fiesole
Giro dei Paesi del Comune di Citerna
- 2021 (Petroli Firenze-Hopplà-Don Camillo)[3]

Firenze-Empoli
Gran Premio Somma
- 2022 (Hopplà-Petroli Firenze-Don Camillo)[4]

Gran Premio Fiera della Possenta
Coppa Comune di Livraga
Gran Premio Pretola

#### Altri successi
- 2024 (Zalf Euromobil Fior)

Coppa Caduti di Reda

## Piazzamenti

### Classiche monumento
- Milano-Sanremo

2025: ritirato

### Competizioni mondiali
- Campionati del mondo su pista

Aigle 2018 - Inseguimento a squadre Junior: 4º
Aigle 2018 - Omnium Junior: 11º

### Competizioni europee
- Campionati europei su pista

Aigle 2018 - Inseguimento a squadre Junior: 2º
Aigle 2018 - Omnium Junior: 3º
Fiorenzuola d'Arda 2020 - Inseguimento a squadre Under-23: 2º
Apeldoorn 2021 - Inseguimento a squadre Under-23: 3º
Apeldoorn 2021 - Omnium Under-23: 8º